# Európai koprodukciós díj – Prix Eurimages
Az európai koprodukciós díj – Prix Eurimages (angolul: European Co-Production Award – Prix Eurimages) az Európai Filmdíjak egyik különdíja, amellyel 2007 óta ismerik el azon filmproducerek munkáját, akik az európai filmgyártásban döntő szerepet játszanak koprodukciók megvalósításában. Az Európa Tanács által 1988 októberében létrehozott, az európai koprodukciók gyártását és forgalmazását támogató alap, az Eurimages e kezdeményezése az európai filmiparon belüli koprodukciók jelentőségét hivatott kiemelni.
A díjat 2009 óta az Eurimages az Európai Filmakadémiával együttműködésben adja át. Az évek során a díj megnevezése többször változott:
- 2007-ben Eurimages díj (Prix Eurimages),
- 2009–2017: Európai koprodukciós díj – Prix Eurimages (European Co-Production Award – Prix Eurimages),
- 2018–2022: Eurimages koprodukciós díj (Eurimages Co-Production award),
- 2023-tól Eurimages nemzetközi koprodukciós díj (Eurimages International Co-Production award) néven adják át.

A díjban részesülők nevét egy őszi nemzetközi filmfesztiválon hozzák nyilvánosságra, a New Cinema Network kezdeményezés ebédjén, ahol a filmipar legfontosabb képviselői veszek részt. A díj átadására az esedékes európai filmdíjgála keretében kerül sor az év végén, felváltva Berlinben, illetve egy-egy európai városban.

## Díjazottak
| Év   | Díjazottak                   | Ország                       | Megjegyzés            |
| ---- | ---------------------------- | ---------------------------- | --------------------- |
| 2007 | Margaret Ménégoz             | Franciaország / Magyarország | Prix Eurimages néven. |
| 2007 | Veit Heiduschka              | Ausztria                     | Prix Eurimages néven. |
| 2008 | Nem osztottak díjat.         | Nem osztottak díjat.         | Nem osztottak díjat.  |
| 2009 | Diana Elbaum                 | Belgium                      |                       |
| 2009 | Jani Thiltges                | Luxemburg                    |                       |
| 2010 | Zeynep Özbatur Atakan        | Törökország                  |                       |
| 2011 | Mariela Besuievsky           | Spanyolország                |                       |
| 2012 | Helena Danielsson            | Svédország                   |                       |
| 2013 | Ada Solomon                  | Románia                      |                       |
| 2014 | Ed Guiney                    | Írország                     |                       |
| 2015 | Andrea Occhipinti            | Olaszország                  |                       |
| 2016 | Leontine Petit               | Hollandia                    |                       |
| 2017 | Cédomir Kolar                | Franciaország / Horvátország |                       |
| 2018 | Konstantinos Kontovrakis     | Görögország                  |                       |
| 2018 | Giorgos Karnavas             | Görögország                  |                       |
| 2019 | Ankica Jurić Tilić           | Horvátország                 | [ * 1 ]               |
| 2020 | Luís Urbano                  | Portugália                   | [ * 2 ]               |
| 2021 | Maria Ekerhovd               | Norvégia                     | [ * 3 ]               |
| 2022 | Az összes ukrán filmproducer | Ukrajna                      | [ * 4 ]               |
| 2023 | Uljana Kim                   | Litvánia                     | [ * 5 ]               |
| 2024 | Labina Mitevszka             | Észak-Macedónia              | [ * 6 ]               |